# Burgenlandi horvátok
Burgenlandi horvátok vagy más néven gradistyei horvátok (horvátul: Gradišćanski Hrvati, IPA:ɡradiʃtɕanski hrʋaːti) horvát etnikai csoport, akik Burgenland tartományban, Nyugat-Magyarországon ill. Pozsonyban élnek és gradišćei nyelvet beszélnek. A gradistyei, gradišćanski elnevezés újnak számít, mivel az Ausztriához csatolt területet utóbb Burgenlandnak nevezték el, amely annyit tesz Várföld. A gradistyei név tulajdonképpen ennek tükörfordítása (grad=vár). A burgenlandi horvátok Ausztria 6 törvényesen (Volksgruppengesetz) elismert őshonos kisebbségi népcsoportjának egyike.

## Neveik
Először nyugat-magyarországi horvátok-nak, vagy fehérhorvátok-nak nevezték. Németül Wassercroaten volt a nevük, saját nyelvükön ezt Belihrvati-ként fordították. A fehérhorvát név azonban megtévesztő, ugyanis a középkorban a mai Szlovákia és Csehország területén élt egy fehérhorvát nevű népcsoport, de a hasonló név ellenére a tudósok egy része nem tartja a mostani horvátok közvetlen rokonainak.
Mivel Burgenlandot szokás Őrvidéknek vagy Felsőőrvidéknek is nevezni, ezért a horvát kisebbséget is olykor emlegetik őrvidéki horvátokként, a németes burgenlandi helyett.

## Történetük

### Horvátok betelepülése

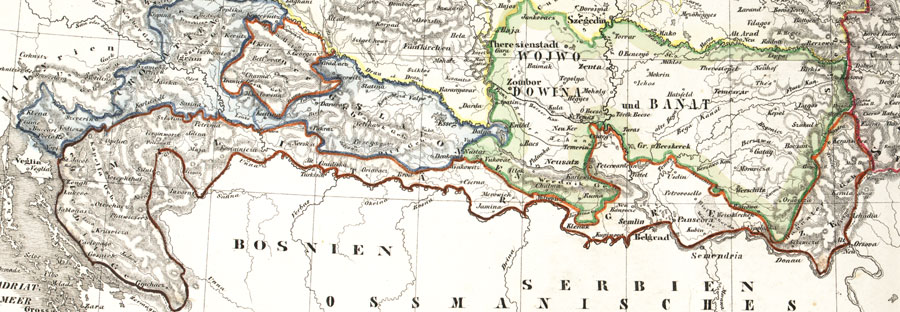
A határőrvidék, ahonnan érkeztek a horvátok.

A 16. században kb. 100 000 horvát érkezett a mai Burgenland területére. A burgenlandi horvátok az 1530-as években érkeztek Kordun, Lika, Gornji Kotar, Una, Velebit vidékeiről, valamint részint Boszniából. Egy évtizeddel később Szlavóniából is vándorolnak ide emberek. Az előbbiek a čakav, míg az utóbbiak a štokav nyelvjárást beszélik.
Pásztorháza község oklevél említi őket első alkalommal 1577-ben. A vándorlás oka a török háborúk volt.
A veszélyeztetett vidékekről új élet kezdete reményében érkeztek, mint "új ember". Az őket fogadó gróf Erdődy és a gróf Batthyány szintén rendelkezett horvátországi és Nyugat-magyarországi birtokkal. Ők népesítették be a Oszmán Birodalom melletti határvidéket. A horvátok mellett ekkor érkeztek német telepesek is, és kialakult a mai etnikai struktúra is.
A horvátok kisebb csoportja tovább költözött egészen a Bécstől keletre lévő Morva-mezőig, őket morva-mezői horvátoknak hívják. A csoport azonban az 1950-es évekre teljesen asszimilálódott.

### Magyarosítás
A saját anyanyelvüket a szülőhazától elszakadva használták egészen a 19. század végéig. Újból csak a közlekedés fejlődésével alakult ki nagyobb érdeklődés és kulturális kapcsolat a horvátok között. A magyarosítási politika szűk lehetőséget adott a kapcsolatok fenntartására. 1907-ben került sor az új népoktatási törvény, a Lex Apponyi bevezetésére. Ettől kezdve az alapfokú tanintézményekben is magyart tanítottak és a magyar tanárok igyekeztek kinevelni a gyerekekből a nemzetiségi tudatot. Az 1910-es népszámlálás alapján 110 helységben volt horvát népcsoport, ebből 60 római katolikus egyházú, 150 népiskolát és majd ennyi papot írtak össze.

### Burgenland megalakulása

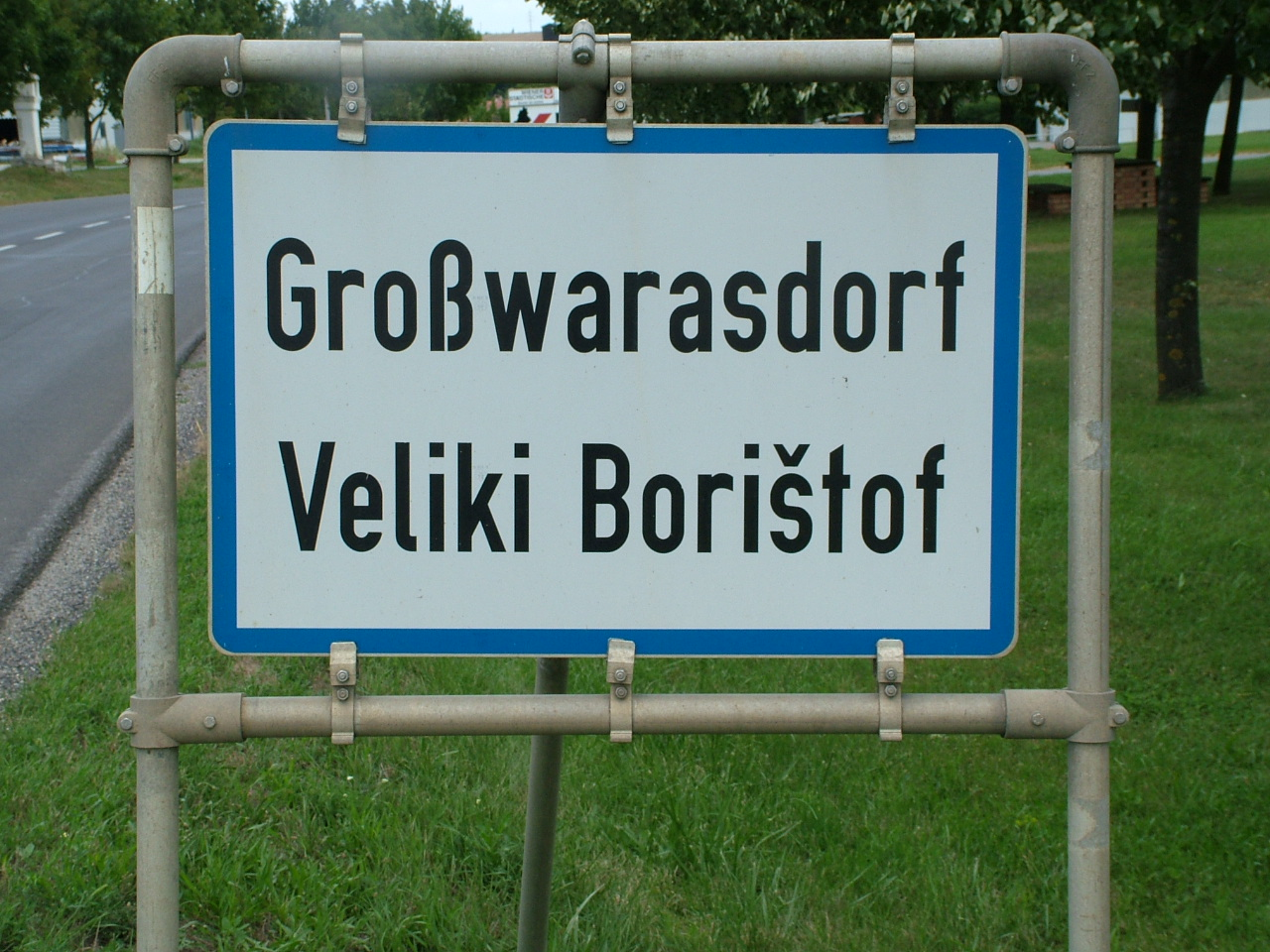
Szabadbáránd kétnyelvű táblája németül és horvátul

Az 1919-es Saint-germaini békeszerződés alapján Ausztria megkapta Moson vármegye, Sopron vármegye, Vas vármegye nyugati szélét. A horvátok által lakott terület kettészakadt a magyar és az osztrák oldalra, nagyobb tömb Ausztriába került. Megközelítőleg 50.000 fős lakosság került Ausztriához. A békeszerződés előírta a kisebbségek védelmét, a nemzetiségi nyelv tanítását az iskolákban. A valóságban azonban megindult a németesítés, és sokan vallották magukat németnek. 1929-ben megalakult a horvát Kulturális Egyesület (horvátul: Hrvatsko kulturno društvo, (németül: Kroatischer Kulturverein), amely a közhivatalokban erős érdekérvényesítő volt, lelkesítette a politikai pártokat. Alapvetően megváltozott a helyzet azonban a nyugat-magyarországi horvátokkal. Korábban egy közösséget alkottak a németül beszélő lakossággal, ami megfordult és magyar közösség vette őket körül. A Soproni népszavazásnál a horvátokat kettős célok vezérelték. A gazdák a csatlakozás ellen, míg a piacaikat féltő kereskedők és mellékterméket előállítók a csatlakozás mellett voltak. Az 1923-as népszavazásokat követően a határmódosítás során azonban a horvát lakosságú Szentpéterfa, Narda, Horvátlövő visszakerült Magyarországhoz.
Ausztriában a magyar nyelv kötelező tanulását a felváltotta a német nyelv oktatása. A horvát nyelvű és kevert nyelvű iskolákat a kicsiny és szegény önkormányzatok nem tudták fenntartani, ezért egyre több iskolát tartományi iskolával vontak össze. Így egyre kevésbé tudtak horvátul beszélő tanárt választani, a kötelező német mellett heti 5 órában tanultak csak anyanyelvet. Az asszimilációt erősítette a közepesnél magasabb végzettségű állások betöltésekor a német nyelv használata. A szociáldemokrata vezetésű önkormányzatok mind jobban hagyományos iskolájukat állami kezelésbe adták. A nyelvhasználatért folytatott harcnak csak a felszíne a tanári állások betöltése.

### A nemzetiszocializmus idején
A Trianont követő időszak gazdaságilag hanyatlást hozott Ausztriának, a magyarországinál sokkal nagyobb problémákkal, éhezéssel, kivándorlással. Az 1933-1945 közötti időszak két részre osztotta a horvátságot, egyik csoport inkább szeretett volna Magyarországhoz tartozni, a másik csoport új lehetőséget látott a Harmadik Birodalomban. Ezzel szemben a kisebbségek elnyomása követte az Anschlusst. Hitler Jugoszlávia lerohanása után létrehozta bábállamként a Független Horvát Államot, amely mindvégig szövetségese maradt, de a szövetségi viszony ellenére sem élveztek a burgenlandi horvátok semmilyen előnyt, érdekükben sem tett semmit a fasiszta Pavelić-rezsim.

### A II. világháborút követően
A második világháborút követő időszak megerősítette a horvát kisebbség újjáéledő politikai és kulturális életét. A nácik asszimilációs politikáját felváltotta a gazdaság fejlődésével együtt a nyelv és kultúra virágzása. 1946-ban Lorenz Karall jelentős szerepet töltött be a népcsoport tudatformálásában, hiszen ő horvátként Szabadbárándról lett Burgenland vezetője. Akkoriban számos ellenséges vitát folytatott a kulturális egyesület és a szociáldemokrata többségű polgármesterek között a tisztán pártpolitika alapon, horvátellenességből hozott iskolákat érintő kérdésben. A horvátok többsége Karalban látta az Osztrák Néppárt (ÖVP) legjobb vezetését.
1947-ben Egyetem Horvát Kör alakítottak a horvát diákok (horvátul: Hrvatski akademski klub).
Horvátország önállóságával az öntudat is megerősödött, hogy immár saját hazát alkotó közösség részei lehetnek.

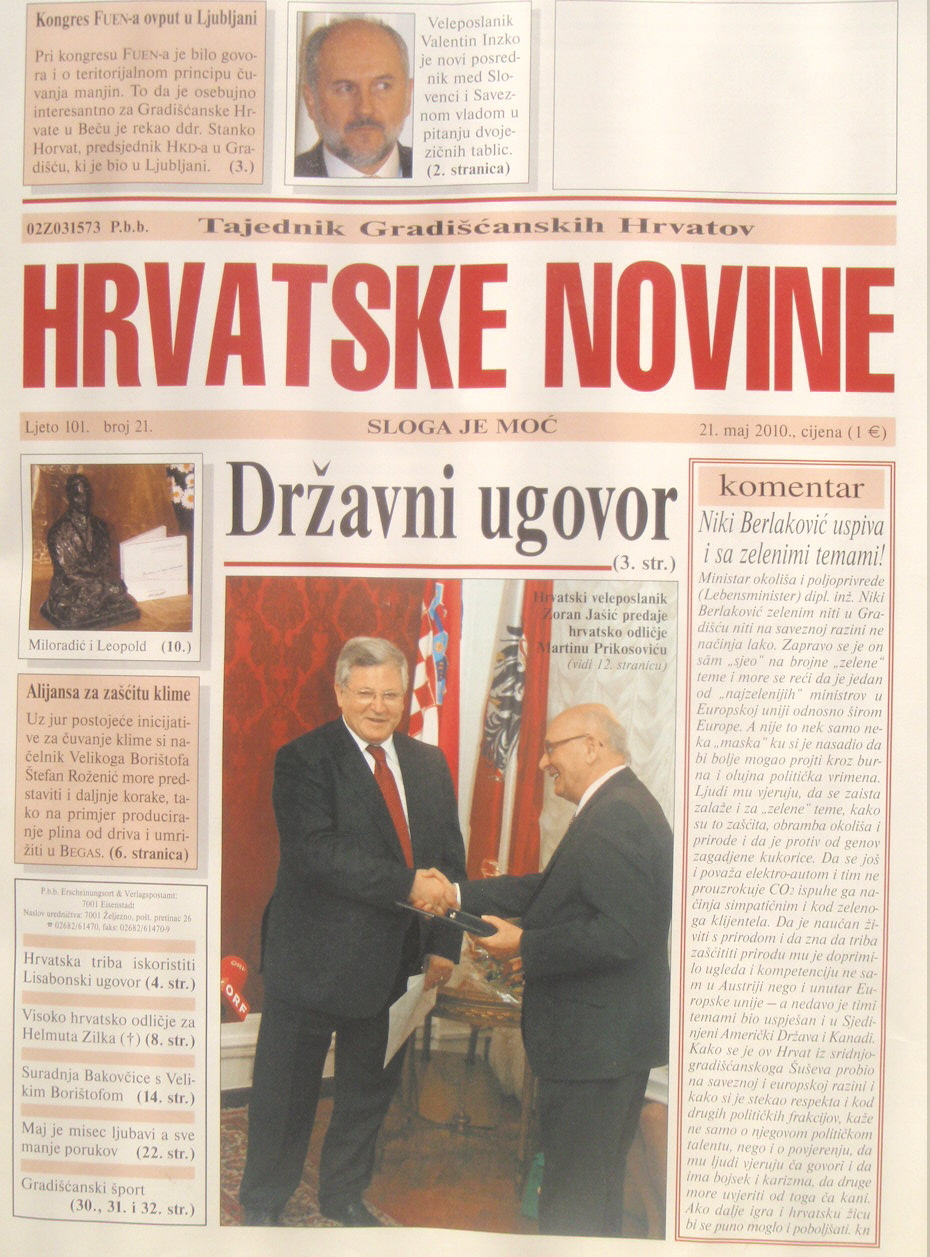
Hrvatske novine – gradišćei hetilap, alapítva 1910-ben

Ma a burgenlandi horvátoknak csak kis része, alig 20 ezer ember él Burgenlandban. A jobb megélhetési lehetőségek végett a nagyobb városokba települt a horvátok java része, a legtöbben Bécsben élnek, viszont jelentős csoportok vannak Graz és Salzburg városaiban is.
Burgenland 7 járása közül 6-ban találunk horvát lakosú települést, de egyik járásban sem alkotnak többséget. A legnagyobb arányban a Kismartoni járásban és a Felsőpulyai járásban élnek. Csajta községben például az arányuk 73%, míg a németeké csak 20%.
2003-ban adták ki a Burgenlandi horvát nyelv nyelvtana című könyvet.
2012-ben már nem csak a településeket jelző táblák, hanem kétnyelvű községekre utaló, kereszteződésekben, körforgalmakban irányt jelölő német és horvát nyelvű táblákra cserélték a korábbiakat. A tartományban 25 ezer euró költséggel összesen 51 településen – 47 horvát ajkú községben – helyeztek ki útjelző táblákat, elsősorban másodrendű utakon, illetve magukban a községekben.
A burgenlandi horvátok és a többségi nemzet viszonya általában békés, ennek ellenére a második világháború után is megzavarták ezt az állapotot konfliktusok. 1995. február 6-án Pásztorházán egy osztrák szélsőséges, Franz Fuchs bombájától megsérült egy helyi horvát férfi. Az eset szorosan összefügg a felsőőri merénylettel, amelyben négyen haltak meg és az áldozatok romák voltak. Fuchs meg akarta ölni a horvát kisebbség akkori ismert politikusait is, mint Johann Sifkovitsot, Pásztorháza polgármesterét Andras Granditsot, Theresia Stoisits zöldpárti képviselőt, Willi Resetaritsot és August Janisch plébánost.

## Média
Mind a mai napig megjelenik az 1910-ben alapított Hrvatske novine hetilap, amely ma már ismét a határ mindkét oldalán lévő horvátság életét, eseményeit bemutatja. Eredeti neve Naše Novine volt, amelyet 1923-ban neveztek át mai formájába.
Crikveni Glasnik Gradišća néven 1946-ban Kismartonban adtak ki egyházi hetilapot.
A Bécsi Horvát Kulturális Egyesület 1980 indította útjára Put című lapot, ami hat alkalommal jelentkezik évente.
1957-ben Glas néven a tanulók alapítottak újságot, majd 1969-től Novi Glas néven fut tovább.
1988 óta negyedévente jelentkezik a Glasilo című kiadvány.
Évente 10 alkalommal jelenik meg a Moj mali mini multi. Kiadója a ZORA a burgenlandi pedagógusokat tömörítő szervezet.
A burgenlandi ORF televízió 1989 április 2.-a óta már heti rendszerességgel Dober dan Hrvati címmel félórás műsort sugároz. Az Osztrák Rádió burgenlandi stúdiója 1979 óta naponta jelentkezik tematikus magazin műsorral a horvát kisebbség számára.

## Közösségek
- Štojok a legdélibb csoport, akik Pinkócon, Újhegyen és Pásztorházán élnek. A nevüket arról kapták, hogy što nyelvjárásban beszélnek, pontosabban što-čakav nyelvjáráskeverékben. További két kisebb csoportjuk él Hármasfalun (Bándol településrésze) és Oláhciklényen ill. Magyarországon Nardán, Felsőcsatáron, Horvátlövőn és Szentpéterfán.
- Vlahok a štojok és a dolinacok közti területen élnek. Vlah falvak: Bándol, Szabar (Bándol településrésze), Óhodász, Csém, Incéd, Kulcsárfalu, Csajta, Füsthegy-Sirokány; Hármasfalu (Bándol településrésze) és Oláhciklény.
- Dolinacok, a vlahok és a poljanok közti területen, Borosd, Répcesarud-Alsópulya, Ligvánd (Szabadbáránd településrésze), Füles, Gyirót (Füles településrésze), Sopronudvard (Répcesarud-Alsópulya településrésze), Pervány (Répcesarud-Alsópulya településrésze), Szabadbáránd, Borisfalva (Szabadbáránd településrésze), Malomháza, Langató (Szabadbáránd településrésze) és Császárfalu ill. Magyarországon Und községekben.
- Poljanok a dolinacoktól északra élnek az alábbi falvakban: Sopronkertes, Darufalva, Selegszántó, Zárány, Kelénpatak, Cinfalva, Vulkapordány, Darázsfalu, Oszlop, Szarvkő, Büdöskút és Völgyfalva, Kópháza (Koljnof)
- Hacok a legészakibb közösség. A Fertő tótól északra élnek az alábbi falvakban: Pándorfalu, Mosonújfalu és Lajtakörtvélyes, ill. Szlovákiában Pozsony három kerületében: Dunacsún, Horvátjárfalu, Dévényújfalu.

## Híres személyek
- Nikolaus Berlakovich, politikus (volt miniszter)
- Rudolf Buczolich, színész
- Norbert Darabos, politikus (volt miniszter)
- Julia Dujmovits, hódeszkás
- Ficzkó József, író
- Geosits István, a kortárs burgenlandi horvát nyelv szerzője
- Anton Leopold, író
- Paul Gludovatz, labdarúgóedző
- Marijana Grandits, politikus
- Andreas Ivanschitz, labdarúgó
- Lorenz Karall, politikus
- Barbara Karlich, ORF-műsorvezető
- Christian Keglevits, labdarúgó
- Christian Kolonovits, zeneszerző
- Laáb Mátyás, író, fordító és katolikus pap
- Stephan László, kismartoni püspök
- Eva Maria Marold, énekesnő
- Thomas Parits, labdarúgó
- Maria Rauch-Kallat, politikus
- Lukas Resetarits, színész
- Peter Resetarits, műsorvezető
- Willi Resetarits zenész
- Fred Sinowatz, szövetségi kancellár
- Terezija Stoisits, politikus
- Toni Stricker, zeneszerző
- Szakasits Árpád, politikus, köztársasági elnök
- Nicole Trimmel, kick-box világ- és Európa-bajnok
- Ägidius Zsifkovics, kismartoni püspök
- Csákányi László (született Zsigovits) színművész, énekes

## Nyelv
A Győr-Moson-Sopron megyei és Vas megyei horvátok nyelve szintén a gradišćei, ide sorolják még a cseh nyelvtől befolyásolt morvaországi horvátok és szlovák hatásokat mutató a szlovákiai horvátok nyelvjárását is. Összesen 70 ezer ember beszélhet gradišćeiül, ⅔-uk Ausztria területén él.

## Fordítás
- Ez a szócikk részben vagy egészben  a   Gradišćanski Hrvati című horvát Wikipédia-szócikk fordításán alapul.  Az eredeti cikk szerkesztőit annak laptörténete sorolja fel. Ez a jelzés csupán a megfogalmazás eredetét és a szerzői jogokat jelzi, nem szolgál a cikkben szereplő információk forrásmegjelöléseként.
- Ez a szócikk részben vagy egészben az Burgenlandkroaten című német Wikipédia-szócikk fordításán alapul.  Az eredeti cikk szerkesztőit annak laptörténete sorolja fel. Ez a jelzés csupán a megfogalmazás eredetét és a szerzői jogokat jelzi, nem szolgál a cikkben szereplő információk forrásmegjelöléseként.

## Külső hivatkozások
- Burgenlandi Horvát Közösség oldala
- Granicari.com Archiválva 2009. június 25-i dátummal a Wayback Machine-ben